# انرژی تجدیدپذیر در نیوزیلند

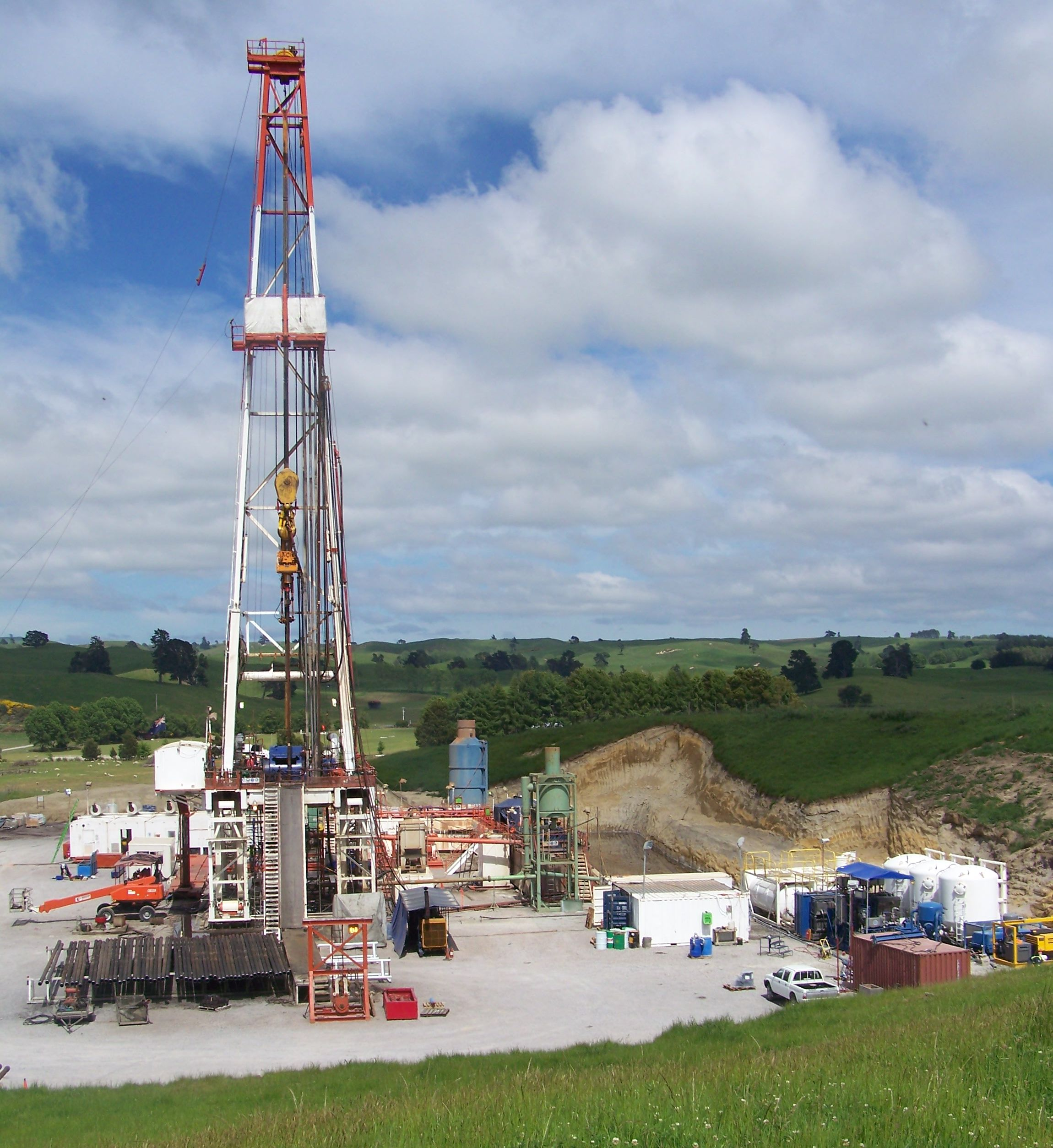
حفاری زمین گرمایی در نیوزیلند

تقریباً ۴۴٪ از انرژی اولیه (گرما و برق) در نیوزیلند از منابع انرژی تجدیدپذیر است. تقریباً ۸۷٪ از برق از انرژی‌های تجدیدپذیر، عمدتاً برق آبی و انرژی زمین‌گرمایی، تأمین می‌شود.

## انرژی تجدیدپذیر بر اساس نوع

### برق تجدیدپذیر
برق تجدیدپذیر در نیوزیلند عمدتاً از انرژی برق‌آبی تأمین می‌شود. در سال ۲۰۲۲، ۸۷ درصد از برق تولید شده در نیوزیلند از منابع تجدیدپذیر تأمین شد. در سپتامبر ۲۰۰۷، نخست‌وزیر سابق، هلن کلارک، هدف ملی ۹۰ درصد برق تجدیدپذیر تا سال ۲۰۲۵ را اعلام کرد که بخش عمده‌ای از این افزایش را انرژی بادی تشکیل می‌دهد.

### انرژی خورشیدی
فناوری‌های خورشیدی در نیوزیلند، در مقایسه با پیشنهادهای تجدیدپذیر قبلی، تنها در اواسط دهه ۲۰۱۰ به گزینه‌های مقرون‌به‌صرفه تبدیل شدند. جذب سرمایه در بازار مسکونی و تجاری، هرچند کند، اما به‌طور پیوسته افزایش یافته است. همانند تمام گزینه‌های تجدیدپذیر، قیمت تولید، کلید سرمایه‌گذاری در این بخش است. تنها چنین تغییراتی در قیمت‌گذاری است که ممکن است در آینده شاهد نیروگاه‌های تولید انرژی خورشیدی باشیم.
در نیوزیلند نگرانی‌هایی در مورد تأثیر منفی زیست‌محیطی سایت‌های تولید انرژی خورشیدی در مقیاس بزرگ وجود دارد. سازمان صلح سبز نیوزیلند، با اشاره به نگرانی‌ها در مورد اینکه انرژی خورشیدی تجاری، اگرچه تجدیدپذیر است، اما لزوماً پایدار نیست، از اولویت دادن به پروژه‌های خورشیدی خانگی نسبت به پروژه‌های تجاری بزرگ حمایت می‌کند. سازمان حفاظت از محیط زیست جنگل و پرنده رسماً به دلایل زیست‌محیطی با پیشنهاد انرژی خورشیدی در مقیاس بزرگ مخالفت کرده است.

### آب گرم خورشیدی
نصب سیستم‌های گرمایش آب گرم خورشیدی در نیوزیلند به دلیل طرح‌های تشویقی دولت رو به افزایش است.

### بیوانرژی
طبق گزارش انجمن انرژی زیستی نیوزیلند، بیش از ۱۰ درصد از انرژی نیوزیلند در حال حاضر از انرژی زیستی تأمین می‌شود. بیودیزل، بیواتانول و زیست‌توده (عموماً به شکل چوب) همگی در نیوزیلند به عنوان منبع انرژی تجدیدپذیر مورد استفاده قرار می‌گیرند.

#### زیست توده
نیوزیلند سرشار از زیست‌توده حاصل از چوب و زباله است که می‌تواند به عنوان سوخت مورد استفاده قرار گیرد. زیست توده عمدتاً از پسماندهای جنگلی و فرآوری چوب و ضایعات چوب شهری تهیه می‌شود. این را می‌توان به گلوله، تراشه یا سوخت خوک تبدیل کرد.
سوخت‌های چوبی پایدار و بدون کربن هستند و می‌توانند اقتصاد سبزتری را برای نیوزیلند فراهم کنند که وابستگی کمتری به سوخت‌های فسیلی دارد.
داده‌های وزارت تجارت، نوآوری و اشتغال نیوزیلند نشان می‌دهد که سوخت چوب با اختلاف زیادی پاک‌ترین انرژی مصرفی برای گرمایش فرآیندهای صنعتی است.
انجمن بیوانرژی نیوزیلند پتانسیل کاهش گازهای گلخانه‌ای ناشی از تغییر سوخت‌های فسیلی به زیست‌توده چوبی برای گرمایش صنعتی را بررسی کرده است. این سازمان ارزیابی کرد که تا سال ۲۰۵۰، نیوزیلند می‌تواند تأمین انرژی زیست‌توده سال ۲۰۱۷ را بیش از دو برابر کند و تا ۲۷٪ از نیازهای انرژی نیوزیلند را تأمین کند و ۱۵٪ کاهش در انتشار گازهای گلخانه‌ای را محقق سازد.
فرآوری شیر نمونه‌های فعلی استفاده از زیست‌توده در صنعت را ارائه می‌دهد:
- کاهش مصرف زغال سنگ، از طریق احتراق همزمان[۱۵]
- جایگزینی استفاده از زغال سنگ[۱۶]

زیست توده همچنین برای گرمایش در بیمارستان‌ها، مدارس و دانشگاه‌ها استفاده می‌شود.

### ذخیره انرژی پمپ شده
وقتی آب دریاچه‌های مورد استفاده برای تولید برق آبی کم می‌شود، از نیروگاه‌های زغال‌سنگ و گاز برای جبران این کمبود استفاده می‌شود. در سال ۲۰۲۱، دولت آردرن ۱۱٫۵ میلیون دلار برای بررسی امکان‌سنجی ذخیره‌سازی انرژی با پمپاژ آب به دریاچه اونسلو در مرکز اوتاگو سرمایه‌گذاری کرد. این دریاچه می‌تواند تا ۸ تراوات ساعت برق یا تقریباً یک پنجم مصرف کشور را ذخیره کند. این پمپاژ از انرژی‌ای که فراوان و ارزان باشد، از جمله انرژی باد، استفاده خواهد کرد. منتقدان استدلال کرده‌اند که این طرح می‌تواند با تعیین سقف برای قیمت برق، بازار را آشفته کند.